# Агрегативна стійкість
Агрегативна стійкість водовугільної суспензії – здатність висококонцентрованої водовугільної суспензії зберігати консистентну однорідність, а також початкові реологічні, топочні та седиментаційні характеристики протягом тривалого часу при зберіганні та транспортуванні, обумовлена наявністю певних коагуляційних структурних зв’язків між частинками твердої фази, здатних виявляти початковий опір зсуву з пружними деформаціями тимчасових (ситуативних) структурних утворень. Визначається різницею густини ВВВС по вертикалі резервуара або перерізу трубопровода. Наявність на вільній поверхні суспензії шару чистої води товщиною більше 2 % від висоти стовпа є ознакою втрати С.а. Відновлення ВВВС здійснюють гомогенізацією (механічним перемішуванням). 